# Illei János
Illei János (Komárom, 1725. január 3. – Komárom, 1794. január 24.) magyar jezsuita szerzetes, tanár, fordító, iskoladráma-író.

## Élete
Illei János 1725-ben született Komáromban. Középiskolai tanulmányait szülővárosában és Kőszegen végezte, majd 1743-ban Trencsénben lépett be a jezsuita rendbe. 1746-ban Szakolcán tanárképzőt végzett, majd Gyöngyösön tanított grammatikát. 1748 és 1750 között Nagyszombatban tanult bölcseletet, ezután Gyöngyösön, Kolozsváron, majd Egerben tanított. 1754-től 1757-ig Nagyszombatban tanult teológiát, ahol 1757-ben szentelték pappá. Besztercebányára került, majd Székelyudvarhelyen grammatikát és retorikát, Kolozsváron etikát, Budán bölcseletet, Győrben kontroverziát, Nagyszombatban pedig hitszónoklatot és Kassán kontroverziát tanított. A kassai rendház házfőnöke lett, majd 1767 és 1773 között a kolozsvári jezsuita papnevelő intézet igazgatója volt, a rend feloszlatása után pedig esztergomi egyházmegyés papként Budán tanított retorikát. 1780-tól haláláig Komáromban élt.
Kiterjedt irodalmi tevékenységet folytatott, főleg magyar nyelvű iskolai színdarabjai jelentősek. 1767-ben Kassán jelent meg a történelmi tárgyú Salamon, a Ptolomeus, illetve az olasz Metastasiótól fordított Titus. Tornyos Péter című 1789-es műve Molière Úrhatnám polgár című színdarabjának átdolgozása, melyet néhol még a 20. században is játszottak. 1791-ben Komáromban jelent meg latin nyelvű, bibliai tárgyú darabjainak gyűjteménye Ludi tragici in Academia Budensi címmel. 1755-ben a Szeplőtelen Fogantatásról és a következő évben Szent Ignácról tartott ünnepi prédikációi nyomtatásban is megjelentek, 1766-ban pedig Boëthius öt könyvének magyar fordítását adta ki a Filozófiának vagy-is Böltseségnek Vigasztalásáról címmel.

## Főbb művei
- Vindiciae Mariani Conceptus (Nagyszombat, 1755)
- Panegyricus Divo Ignatio dictus (Nagyszombat, 1756)
- Assertiones ex universa philosophia (Buda, 1763)
- Anitius Manlius Torkvátus Szeverinus Boetiusnak V. Könyve a Filozófiának vagy-is Böltseségnek Vigasztalásáról (Kassa, 1766)
- Salamon, Ptolemeus és Titus, három szomorú Játék (Kassa, 1767)
- Tornyos Péter (Komárom–Pozsony, 1789)
- Külömb féle válogatott Elme-futtatások (Pozsony, 1790)
- Ludi tragici in Academia Budensi (Komárom, 1791)
- P. Vanier: Praedium rusticum (Fordítás. Kassa, 1794)